# Medleromyia destituta
Medleromyia destituta är en tvåvingeart som beskrevs av Alexander 1976. Medleromyia destituta ingår i släktet Medleromyia och familjen småharkrankar.
Artens utbredningsområde är Nigeria. Inga underarter finns listade i Catalogue of Life.